# Chernozem

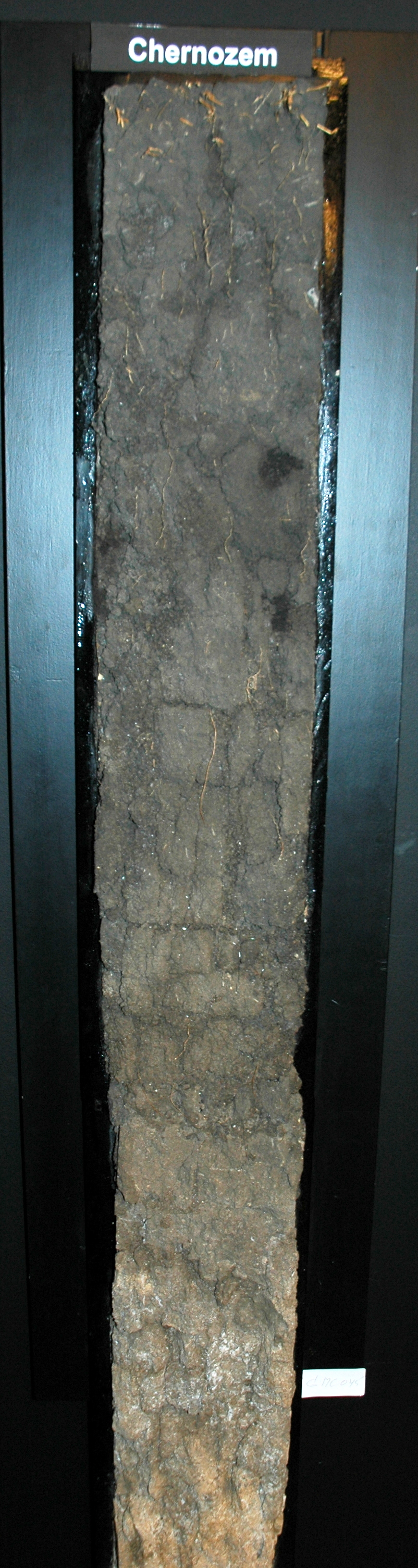
Chernozem

Chernozem of zwarte aarde is een bodem waarvoor internationaal de Russische term chernozem (Russisch: чернозём; Oekraïens: чорнозем, tsjernozjom; IPA: [ʨɪrnʌˈzʲom]) wordt gebruikt. Het is een zeer donkere grond, rijk aan organische stof, die zich in löss ontwikkelt, in een betrekkelijk regenrijke steppe of bossteppe.
Afgestorven delen van de grasvegetatie vormen de grondslag voor een zeer rijke ontwikkeling van humus, die 3 tot 15 % van het bodemvolume uitmaakt en rijk is aan fosforzuren, fosfor en ammoniak. De zwarte aarde is tot zeer diep in de grond aanwezig; vaak meer dan een meter, tot zes meter diep in Oekraïne.
Chernozems zijn zeer vruchtbaar en behoeven geen grondverbeteraars, zodat ze voor de landbouw worden beschouwd als goede gronden. De zwarte aarde is geschikt voor de verbouw van tarwe en andere granen. Het enige nadeel is dat er vaak droogteperioden optreden, waardoor de omvang van de oogst per jaar sterk kan wisselen.
Toch is een groot deel van de Oost-Europese zwarte aarde pas sinds ongeveer twee of drie eeuwen als landbouwgrond in gebruik. Voordien was het er door de voortdurende aanvallen van nomadische steppenvolkeren (zoals Mongolen en Tataren) te onveilig voor sedentaire boeren.

## Verspreiding
Er bestaan twee "zwarte-aardegordels" in de wereld:
- Euraziatische: van noordoostelijk Oekraïne via de economische regio Centraal-Tsjernozjom en Zuid-Rusland naar Siberië. Centraal-Tsjernozjom vormt met de oblast Orjol het Centrale Zwarte Aarde Gebied (центрально-черноземная полоса).
- Amerikaanse: van Manitoba in het zuiden van Canada tot Texas in de Verenigde Staten.

## Literatuur

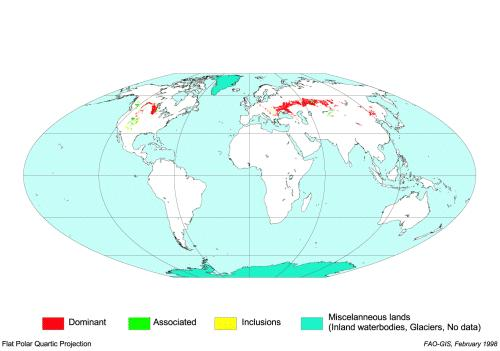
Voorkomen van Chernozems